# Groß Kreutz
Groß Kreutz (ufficialmente Groß Kreutz (Havel)) è un comune del Brandeburgo, in Germania.

Appartiene al circondario (Landkreis) di Potsdam-Mittelmark (targa PM).

## Storia
Nel 2003 il comune di Groß Kreutz venne fuso con i comuni di Bochow, Deetz, Götz, Jeserig, Krielow, Schenkenberg e Schmergow, formando il nuovo comune di Groß Kreutz/Emster.
In seguito il nome del comune venne mutato in Groß Kreutz (Havel).

## Società

### Evoluzione demografica
- Sviluppo della popolazione dal 1875 entro gli attuali confini (Linea Blu: Popolazione; Linea puntata: Confronto dello sviluppo della popolazione dello stato del Brandenburgo; Sfondo grigio: Ai tempi del governo nazista; Sfondo rosso: Al tempo del governo comunista)
- Sviluppo recente della popolazione (Linea blu) e previsioni

| Anno | Abitanti |
| ---- | -------- |
| 1875 | 4 371    |
| 1890 | 5 068    |
| 1910 | 5 091    |
| 1925 | 5 117    |
| 1939 | 6 858    |
| 1950 | 8 593    |
| 1964 | 7 321    |

| Anno | Abitanti |
| ---- | -------- |
| 1971 | 7 332    |
| 1981 | 6 987    |
| 1985 | 7 001    |
| 1990 | 6 993    |
| 1995 | 7 323    |
| 2000 | 8 364    |
| 2005 | 8 474    |

| Anno | Abitanti |
| ---- | -------- |
| 2010 | 8 197    |
| 2015 | 8 133    |
| 2016 | 8 275    |
| 2017 | 8 381    |
| 2018 | 8 558    |
| 2019 | 8 618    |
| 2020 | 8 738    |

Fonti dei dati sono nel dettaglio nelle Wikimedia Commons..

## Geografia antropica
Il territorio comunale è suddiviso nelle seguenti frazioni (Ortsteil):
- Bochow (con le località di Bruch e Neu Bochow)
- Deetz
- Götz (con la località di Götzer Berge)
- Groß Kreutz (con la località di Groß Kreutz Ausbau)
- Jeserig
- Krielow
- Schenkenberg
- Schmergow (con le località di Ketziner Siedlung, Phöbener Siedlung e Phöbener Chaussee)